# Segundo cerco de Bilbau
Denomina-se segundo cerco de Bilbau (também conhecido como cerco de Bilbau de 1836 ou simplesmente cerco de Bilbau) ao conjunto de operações militares que se desenvolveram em torno da cidade de Bilbau entre 23 de outubro e 24 de dezembro de 1836, como parte da estratégia do Exército Carlista para conquistar a cidade pela segunda vez (pois já o tentara no ano anterior). Durante os confrontos, as tropas isabelinas defenderam a cidade frente à tentativa carlista de ocupá-la. Após vários meses de cerco, e no meio de fortes combates, a segunda tentativa carlista (e última durante esta guerra) por conquistar Bilbau acabou novamente em insucesso.

## Antecedentes

### O cerco de 1835
Os carlistas visavam ocupar uma cidade importante durante a guerra, a fim de incrementar o seu prestígio internacional, de enfraquecer o moral de inimigo e de aumentar o próprio. O General Zumalacárregui era contrário a este plano, e visava a ocupar Vitória, praça que considerava mais acessível. Porém, Zumalacárregui obedeceu e iniciou as operações militares em 10 de junho de 1835 rodeando a cidade e dando começo ao cerco. Durante as operações militares, Zumalacárregui recebeu um tiro na perna que, dias mais tarde, causou-lhe a morte. Falecido Zumalacárregui, Espartero e Fernández de Córdoba junto a outros chefes e oficiais decidiram a 30 de junho acudir em auxílio da cidade, levantando o cerco o dia seguinte sem maiores confrontos. A primeira tentativa carlista por conquistar a grande cidade biscainha, saldava-se num insucesso.

### Situação militar dos Carlistas
O Estado carlista apresentava em princípios de 1836 "...uma insuficiência econômica que ameaçava a sua própria sobrevivência". Juan Bautista Erro, à frente do "Ministério Universal" (nome pelo qual se conhecia o Ministério de Assuntos Exteriores do governo na zona Carlista), decidiu negociar créditos no valor de um milhão de reais em Londres. Ignacio Lardizábal era encarregado da negociação, mas não conseguiu obtê-los por não poder oferecer suficientes garantias. "Nesta situação, a posse de uma praça como Bilbau poderia constituir o aval necessário para garantir os empréstimos e inversões estrangeiras". Por isso, reunidos em Durango o Pretendente carlista com os seus ministros e altos cargos militares, decidiram em 14 de outubro de 1836 o cerco de Bilbau. Seria o segundo que sofreria esta cidade durante a Primeira Guerra Carlista, após o insucesso do ano anterior. Apesar deste insucesso, a situação continuava sendo a mesma e, se os carlistas queriam conseguir alguma ação militar decisiva, era fundamental que ficasse com o controle das cidades, especialmente as capitais Bascas.

## Operações militares

### O cerco
Nazário Eguia, geral em chefe do exército carlista, deu o comando de todas as operações de cerco ao general Bruno Villarreal, enquanto Eguia se encarregaria da defesa da retaguarda carlista para evitar a chegada dos reforços isabelinos. Os dias 18 e 19 de outubro, um engenheiro francês ao serviço dos carlistas reconheceu a Praça de Bilbau, após o qual estes começaram a deslocar a sua artilharia a diversas alturas que dominam a cidade, levantando
fortins, parapeitos e cavando trincheiras. A sua força era composta por
17 canhões de grosso calibre, dois morteiros, 600 carros de projéteis ocos e balas rasas, assim como 150 de munições e apetrechos, destinando 15 batalhões de infantaria para o infantaria de assalto.
Em 23 de outubro, cinco batalhões e várias outras companhias iniciaram as operações, embora a cidade não ficasse totalmente cercada até 2 de novembro. Porém, o deslocamento que realizavam os carlistas de praticamente toda a sua artilharia para Biscaia desde o território basco—navarro que dominavam evidenciava as suas intenções de cercar Bilbau, razão pela qual Baldomero Espartero, chefe do exército do Norte isabelino, marchara com as suas tropas situadas na fronteira sul do rio Ebro para norte, achando-se no momento de começar o bombardeamento de Bilbau na localidade de Villarcayo, a 60 quilômetros a oeste. Já dois dias antes enviara parte da sua tropa para Santander para que dali se dirigisse por mar para Portugalete, localidade da margem esquerda da ria do Nervión, a cerca de 10 quilômetros a norte de Bilbau, e que desembarcou ali a dia 26. As operações desenvolveram-se com as mesmas táticas que em 1835 e a direção geral de todas as tropas carlistas em Biscaia foi encomendada ao general Eguia, que conseguiu fechar o porto de Bilbau estabelecendo uma ponte de barcas. Enquanto isso, o General Villarreal continuava intensificando a pressão sobre a cidade. Porém, a vila não pareceu ceder em nenhum momento, e durante dois meses permaneceu cercada e com uma grave falta de alimentos, o que obrigou os habitantes a procurarem a fuga a través da ria ou de povoações como Burceña.
Porém, durante os nove dias iniciais no que se desenvolveram as manobras de cerco, os exércitos isabelinos forneceram material de combate às forças acantonadas em Bilbau a través do mar, desde Portugalete, com o apoio da Legião Auxiliar Britânica. Para realizar a campanha de auxílio à cidade cercada, Espartero precisava ocupar Portugalete, a fim de estabelecer nesse local os seus quartéis, depósitos de armas, munições e víveres, assim como hospitais de sangue. No entanto, Espartero tinha mal aprovisionada a sua tropa em Villarcayo, ele próprio se encontrava doente e antes teve de aniquilar as guerrilhas carlistas que operavam na província de Burgos e entorpeciam o trânsito dos fornecimentos. Por tudo isso, não pôde iniciar a sua marcha até meados de novembro, chegando a Portugalete em dia 25 com os seus 14 000 soldados.

### A chegada de Espartero

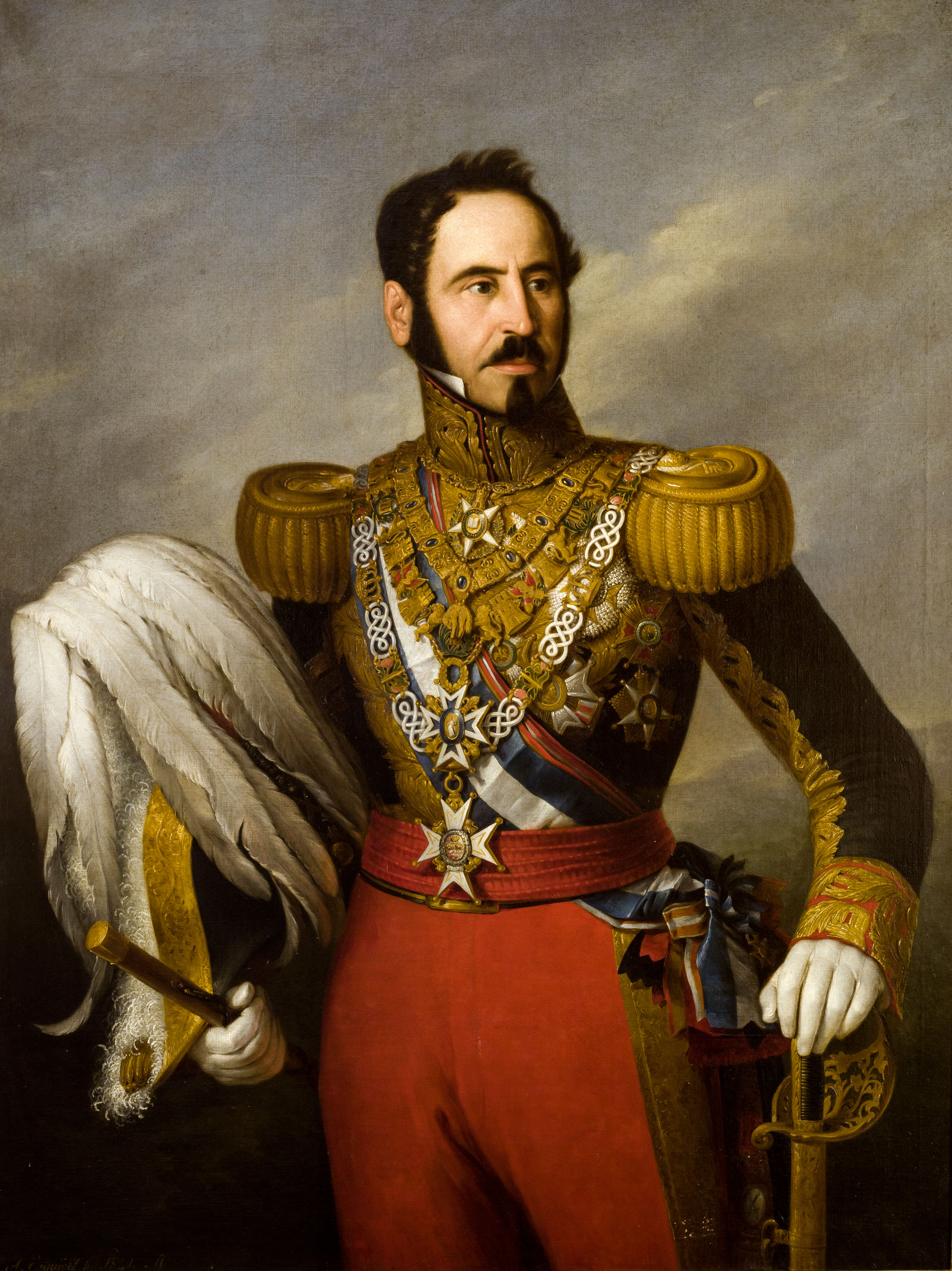
Baldomero Espartero (1841)

Em 27 de novembro, Espartero iniciou o seu avanço para Bilbau pela margem esquerda do rio Nervión, mas foi repelido com grande perda de efetivos, dado que as posições carlistas que se interpunham estavam muito bem fortificadas e defendidas com grande valor. O insucesso fez ver a dificuldade de avançar e romper o cerco por esta margem, decidindo-se a realizá-lo pela oposta.
Após consultar com os chefes da marinha espanhola e a dos dois navios de guerra britânicos fundeados na ria, Espartero dispôs-se a construir uma ponte sobre o Nervión na altura de Portugalete, fora do alcance da artilharia inimiga, ainda que exposto, pela sua cercania à desembocadura ao mar, a sofrer a força do fluxo de ondas. A ponte foi construída "...colocando em linha abalroados 32 navios que se encontravam na ria, perfeitamente amarrados na longa extensão de 680 pés, e com os seus pranchas de quartéis de uns a outros..." No dia 30 já se encontrava na margem direita grande parte do seu exército, enviando aos defensores de Bilbau com o telégrafo óptico uma mensagem que dizia: "O exército do Norte estará hoje entre Algorta e Aspe ou alta frente de Portugalete e dirige-se pelo L. a Asua, e manhã por Archanda a Bilbau".

### A Batalha de Luchana
No dia 1 chegaram os isabelinos, formados em três colunas paralelas, ao primeiro barranco à altura da ponte de Gobelas, mas este fora cortado, razão pela qual tiveram de vadear o arroio crescido e sob os tiros carlistas. Enquanto se realizavam estas disposições, o temporal ficou mais forte no dia 5 e destroçou a ponte que os ligava com Portugalete, a única comunicação com a margem esquerda, de onde tinham de receber os víveres e as munições e evacuar os seus feridos. Por isso, Espartero renunciou a tentar forçar a passagem por Luchana, retirou a artilharia imediatamente em barcaças para margem esquerda, e iniciou a construção de um nova ponte para substituir a destruída, mais a sul e protegida dos embates do mar, ainda que agora também sob o alcance da artilharia dos três fortins carlistas. A dia 7 pela tarde ficou terminada a nova obra, começando as tropas isabelinas a retirar-se para a margem esquerda; mas enquanto a cruzavam, o temporal voltou a parti-lo em dois, devendo realizar-se a passagem da força remanescente empregando lanchas.
Em 12 de dezembro Espartero iniciou a marcha até Bilbau pela margem esquerda, mas os temporais tornaram os caminhos em lamaçais, ficando obstruída a artilharia pesada, que precisava para bater as trincheiras inimigas. O mau tempo e a resistência dos carlistas obrigaram os isabelinos a desistirem novamente do seu ataque, retirando-se em dia 15, pela terceira vez, para Portugalete. O dia 17 chegou a Portugalete um reforço de tropas e uma importante provisão de víveres, dinheiro e munições, após o qual Espartero decidiu forçar novamente a passagem pela margem direita. Foi iniciada a construção de uma nova ponte, facilitando os comandantes dos navios britânicos balsas para realizar previamente a passagem da artilharia e parte da cavalaria para a margem direita durante a noite de 19 de dezembro e o amanhecer do dia 20, enquanto aquele estava-se terminando. Ao anoitecer, os isabelinos situaram as suas peças de artilharia sobre o Azua, a ponte sobre o Nervión ficou concluída e ao amanhecer do dia 22 começou a passar para a margem direita o grosso da infantaria isabelina e a remanescente cavalaria. Os Carlistas, pela sua vez, cientes da cercania dos isabelinos ainda apesar dos repetidos insucessos destes na tentativa por romper o cerco, decidiram intensificar a pressão sobre a vila. A situação da cidade tornara-se já preocupante, e as suas autoridades sentiam-se abandonadas, mais ainda pela presença do exército de Espartero incapaz por conseguir romper o dispositivo carlista.
O dia 24 era o dia previsto para realizar o ataque definitivo. Espartero encontrava-se doente, devendo ceder o comando ao general Marcelino Oráa. As baterias sobre o Azua e as localizadas frente de Luchana, na margem esquerda do Nervión, não cessaram de bater as posições carlistas. Por volta das quatro da tarde, oito companhias de caçadores embarcaram na margem esquerda. Os caçadores isabelinos desembarcados conseguiram finalmente evacuar os carlistas de Luchana, e conseguiu-se tender junto à ponte derrubada uma provisória. Porém, a defesa carlista freou os seus sucessivos ataques e, uma vez mais, desfez-se a ponte de barcas sobre o Nervión e tornou-se crítica a sua situação.

### O fim do cerco

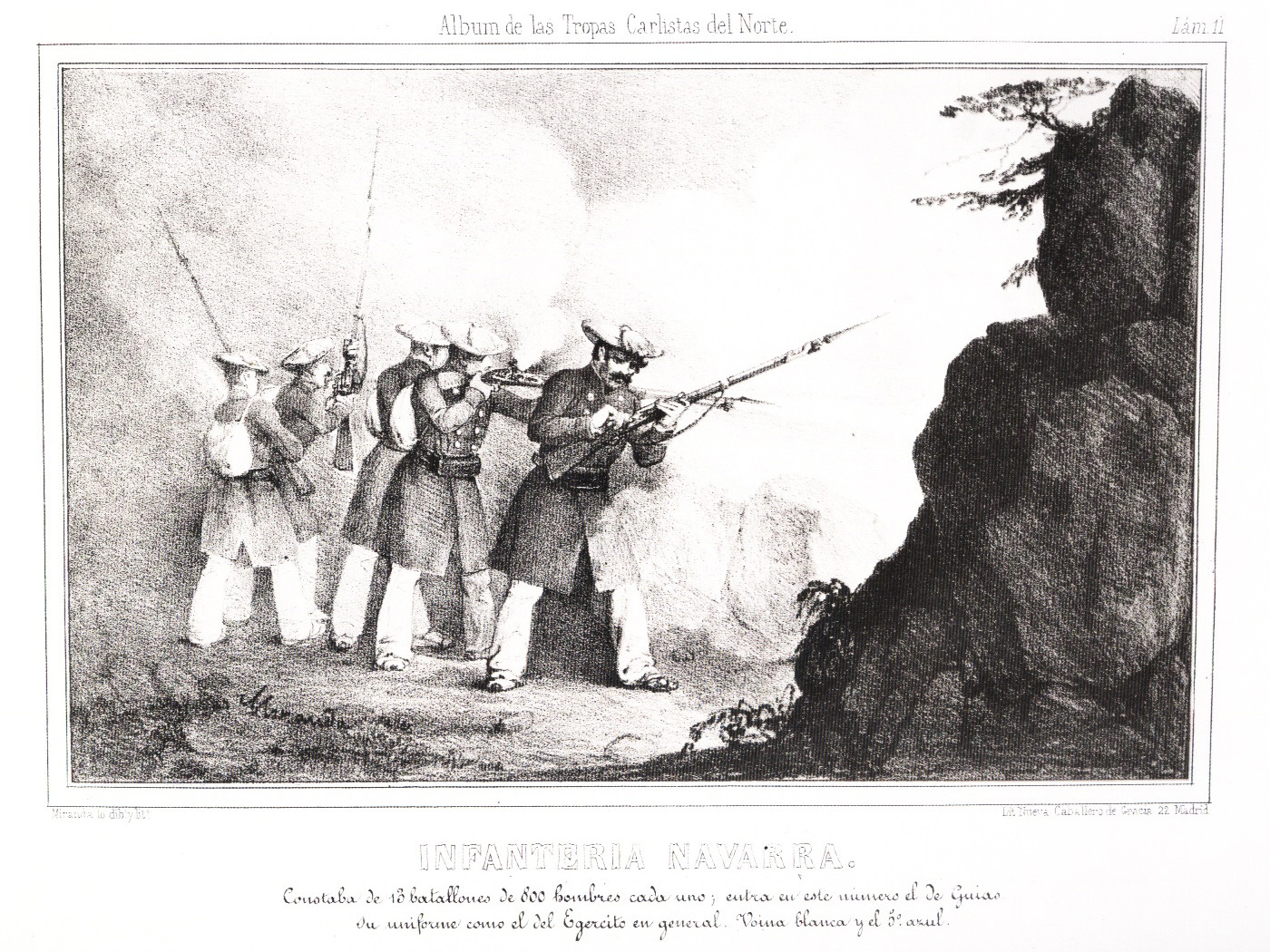
Infantaria carlista. Gravado de 1846

Espartero foi informado da situação e, ainda sem estar recuperado, recuperou o comando e voltou ao campo de batalha. Quando entre os soldados isabelinos se correu a voz de que o seu general se achava entre eles, fez-lhes retomar com força os ataques e às 04h00 c. do dia 25, quando a crueza do temporal começou a cessar, conseguiram apoderar-se do forte de Banderas, último que conservavam os carlistas, os quais iniciaram a retirada total da zona, ficando as tropas isabelinas com a passagem livre para Bilbau. As tropas isabelinas entraram em Bilbau o mesmo dia 25 de dezembro, recebidas com grande júbilo pelos defensores da cidade.

## Consequências

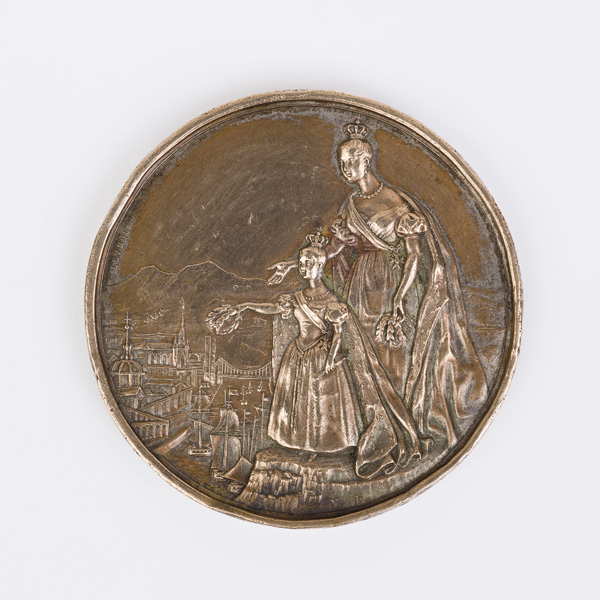

Como sucedeu no Primeiro Cerco, a superioridade carlista em artilharia era maior que a dos defensores, mas as defesas de Bilbau aumentaram ainda mais desde o ano anterior e a guarnição da cidade também se reforçara. No entanto, a sua superioridade não evitou que os liberais tivessem 250 mortos e de 2000 feridos. No bando Carlista, as consequências foram ainda piores: para além das importantes baixas no cerco da cidade e da luta com as tropas de Espartero, o insucesso de uma segunda tentativa teve um efeito demolidor sobre o moral carlista, que naqueles tempos se achava já minguado frente do devir da guerra para os partidários de Dom Carlos. Entre os sitiadores carlistas "A confusão não tinha limites, as forças vagavam dispersas pelo país e a tão lamentável desordem foi adicionado ao da perda do moral entre os soldados carlistas... e um rumor de traição circulou entre os que criam seguro o triunfo." A retirada foi um desastre, porque as chuvas tornaram os caminhos num lamaçal impraticável, e como consequência disto ficaram abandonados 26 canhões de artilharia pesada, além de um grande número de fornecimentos, munições, etc. José Manuel de Arízaga, auditor geral do exército carlista, afirma que a defesa carlista não foi o bastante forte devido a que aqueles dias "A maior parte da nossas tropas receberam ordem de se acantonar nas povoações da retaguarda de Bilbau e muito pouca força ficava cobrindo o serviço da linha que não se considerou pudesse ser atacada." Para piorar, a nova derrota convenceu alguns militares carlistas (como o general Maroto) da impossibilidade de ganhar a guerra contra os liberais e, portanto, impunha-se algum tipo de acordo com eles.
Por outro lado, Bilbau tornou-se um símbolo dos liberais bascos, orgulho e emblema da invicta resistência liberal frente aos carlistas. A notícia da batalha e da libertação não chegou a Vitória até o dia 29, mas dali propagou-se velozmente por toda a Espanha, sendo estes fatos celebrados até nos locais mais apartados do país e numerosas localidades deram nome de "Luchana" a uma das suas ruas ou praças. No bando isabelino, naquele ano ocorreram numerosos motins entre as tropas que combatiam na Frente Norte perante a carência de alimentos, os atrasos no pagamento e um mal-estar geral frente do estancamento da guerra. No plano político, ocorrera a Sublevação da Granja, na qual alguns setores do Exército isabelino obrigaram a Regente Maria Cristina de Bourbon ao restabelecimento da Constituição de 1812, o que provocou a cisão de alguns militares isabelinos pouco identificados com os princípios de 1812. No final de 1836, o ambiente na Espanha isabelina não era muito bom, mas esta vitória reforçou extraordinariamente o moral do Exército isabelino e deu um novo impulso ao estado liberal. Enquanto a Espartero, esta vitória foi o seu impulso decisivo para a sua posterior carreira política.